# Wyspy Diomedesa
Wyspy Diomedesa (ros. Острова Диомида; ang. Diomede Islands) – dwie małe wyspy, położone w Cieśninie Beringa.

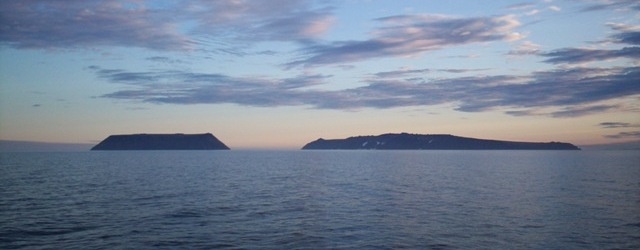
Little Diomede Island (po lewej) i Duża Diomeda (po prawej)

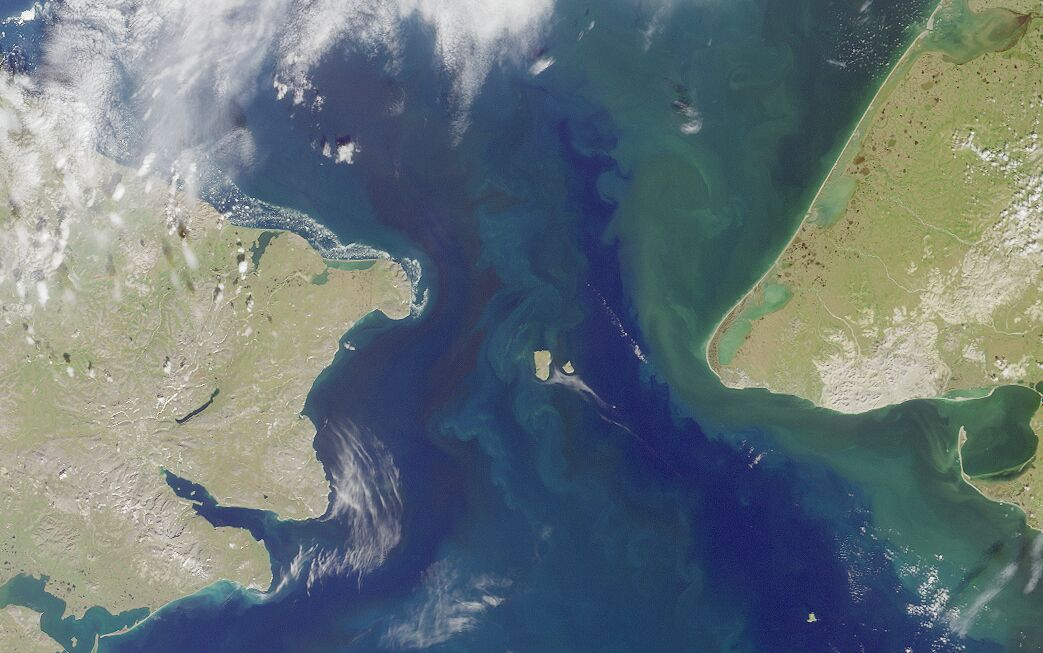
Cieśnina Beringa z Wyspami Diomedesa pośrodku (zdjęcie satelitarne)

Są oddzielone od siebie granicą amerykańsko-rosyjską oraz międzynarodową linią zmiany daty; cieśnina między wyspami ma tylko 2 mile (3,7 km) szerokości, ale różnica czasu pomiędzy nimi to 21 godzin. Na większej z wysp – Wyspie Ratmanowa (pow. 29 km², najwyższe wzniesienie 477 m n.p.m.) będącej częścią rosyjskiego Czukockiego Okręgu Autonomicznego mieści się stacja pogodowa. Na wschód od niej znajduje się Little Diomede Island (pow. 7,3 km²; 135 mieszkańców; najwyższe wzniesienie 494 m n.p.m.), która jest częścią amerykańskiego stanu Alaska.
Pierwszym Europejczykiem, który tu przybył, był duński podróżnik w służbie rosyjskiej Vitus Bering w 1728 r. Odkrył on wyspy 16 sierpnia, w dniu, w którym cerkiew prawosławna czci pamięć św. Diomedesa. Nazwę Wysp Diomedesa (podobnie jak i niedalekiej wysepki Fairway Rock) wprowadził w 1826 r. brytyjski żeglarz i eksplorator północnego Pacyfiku Frederick William Beechey.
Ze względu na przebiegającą tędy linię zmiany daty można zobaczyć z terytorium Stanów Zjednoczonych (Little Diomede Island) „jutrzejszy dzień” w Rosji (Duża Diomeda). Wyspy pełnią też ważną rolę w planach budowy tunelu pod Cieśniną Beringa.